# Elif Uslusoy
Elif Uslusoy (* 10. November 1998 in Izmir) ist eine türkische Schauspielerin.

## Leben und Karriere
Uslusoy wurde in Izmir geboren. Sie absolvierte ihre Schulausbildung am Amerikanischen Kulturkolleg in Izmir und später ein Studium in Geophysik an der Technischen Universität Istanbul. Ihre Schauspielkarriere begann sie 2019 in der Serie İçten Sesler Korosu. Anschließend trat sie 2022 in Kardeşlerim auf.
Außerdem spielte sie 2023 in der Serie Veda Mektubu mit. 2024 setzte sie ihre Karriere in Düğüm fort. Im selben Jahr bekam Uslusoy in der Serie Marnalı eine Hauptrolle.

## Filmografie
- 2018: İçten Sesler Korosu (Fernsehserie)
- 2022: Kardeşlerim (Fernsehserie)
- 2023: Veda Mektubu (Fernsehserie, 24 Episoden)
- 2024: Düğüm (Fernsehserie, 6 Episoden)
- 2024: Marnalı (Fernsehserie, 10 Episoden)